# Collier des Brísingar

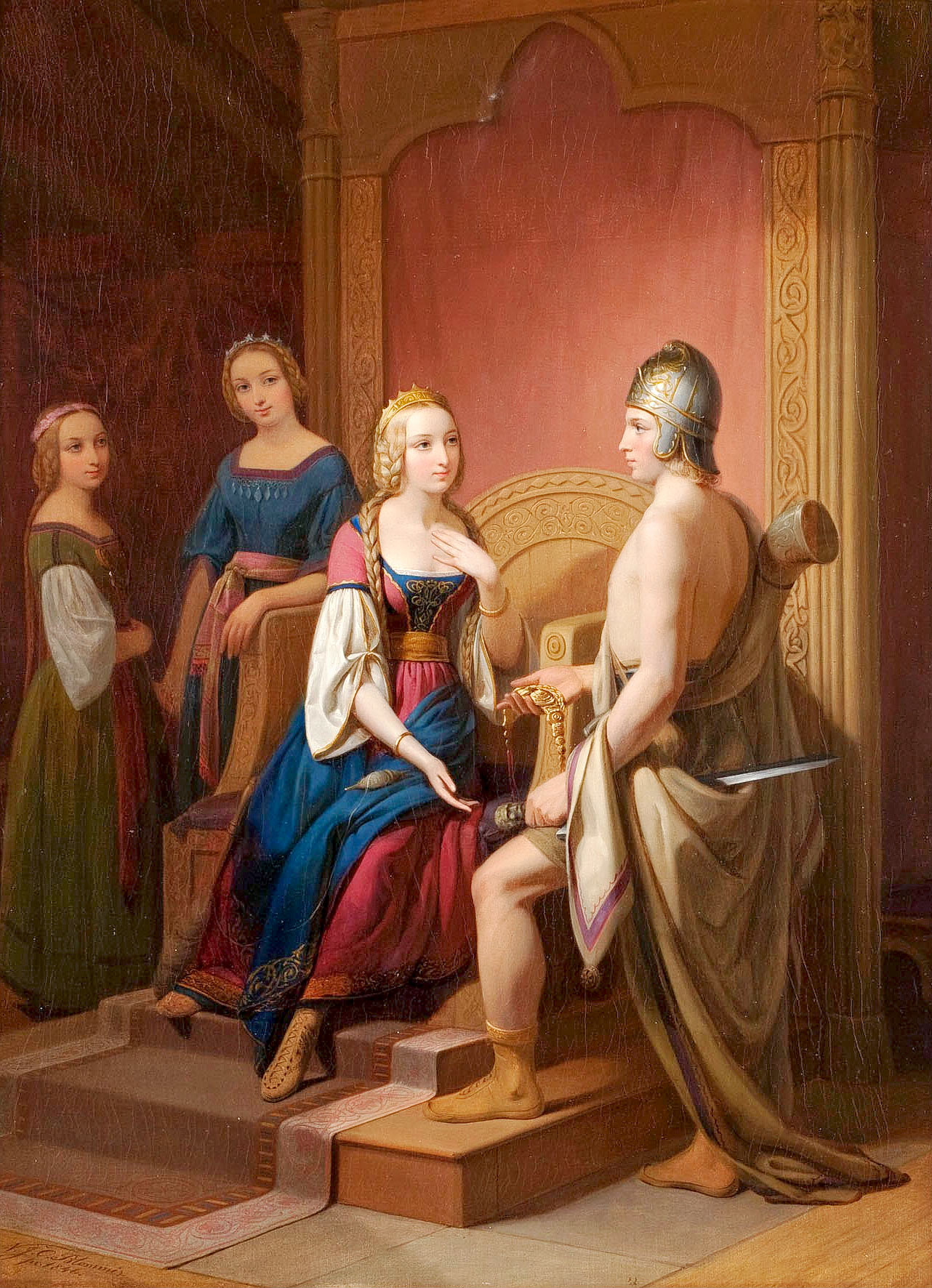
Heimdall rend à Freyja le collier des Brísingar.

Dans la mythologie nordique, le collier des Brísingar (Brísingamen ou Brísinghamen en vieux norrois) est le collier de la déesse Freyja.

## Étymologie
Men signifie « collier » ; les Brísingar n’ont pas été identifiés. Dans plusieurs occurrences, on trouve le terme men Brísinga : l'antéposition du déterminé men montre que la forme Brísinga désigne des personnes. Selon Jean Haudry, les Brísingar seraient initialement des « feux divins ».

## Légendes
Le collier des Brísingar est évoqué dans plusieurs légendes germaniques, sous des formes quelque peu christianisées. Il y est dit[Où ?] que Freyja le reçut en don du roi Alberich. Il était constitué principalement d’ambre. Quand au printemps elle le portait, ni homme ni dieu ne pouvait résister à ses charmes. Il va sans dire que les autres déesses s’en inquiétaient beaucoup. Ce collier avait aussi la propriété de soutenir n’importe quelle armée que la déesse décidait de favoriser sur un champ de bataille.[réf. nécessaire]

### Tradition anglo-saxonne
La mention la plus ancienne du collier remonte au poème épique anglo-saxon Beowulf sous le nom de Brosinga mene (litt. Grimm de la racine)[Quoi ?]. Dans ce récit, le bijou est volé à Eormenric (roi goth du IVe siècle) par l'un de ses anciens compagnons, Hāma (germ. *haiman-, franç. Aymon, v. isl. Heimir) qui le rapporte à la « citadelle brillante » couverte de boucliers dorés (probablement la Valhöll). Par la suite, Hāma semble s’en défaire ou le perdre. Le collier réapparaît avec la reine du Danemark, qui l’offre à Beowulf pour avoir tué Grendel. Le héros le remet ensuite à sa reine, Hygd, à son retour à Götaland. L’époux de celle-ci, le roi goth Hygelac, le perd au cours d’une expédition en Frise, où Beowulf le récupère de nouveau.

### Chant de Thrym
Dans le chant de Thrym, Freyja est invitée par les dieux à épouser un géant. Mais elle refuse avec colère et le grand « collier des Brisingar » se rompt. Tous les dieux se réunissent alors pour trouver un moyen de récupérer le marteau de Thor. Heimdall suggère de déguiser Thor en Freyja et de mettre à son cou le collier,.

### Autres poèmes eddiques
Il existe plusieurs allusions au mythe du vol par Loki du collier des Brísingar. Dans le poème scaldique Haustlǫng 9, et dans Skáldskaparmál 16, un kenning pour désigner Loki est « voleur du collier des Brísingar ». Le poème scaldique Húsdrápa, préservé en partie dans le Skáldskaparmál, mentionne que Loki a volé l'objet précieux à Freyja. Celle-ci demande à Heimdall de le retrouver et ils découvrent que Loki en est le voleur. S'ensuit un combat entre les deux dieux métamorphosés en phoques, où Heimdall triomphe et rend le collier des Brísingar à Freyja.

### Épisode de Sörli
Il apparaît aussi dans une version tardive, évhémériste, le Sörla þáttr (dit de Sörli), écrit au XIVe siècle par deux prêtres chrétiens. Dans cette histoire qui emprunte des parties de Heimskringla et aussi de la poésie Lokasenna de Gefjun (dormant avec un garçon pour un collier), Freyja apparaît comme une simple reine d'Asie. Quant au collier, il est ici l’œuvre de quatre nains, Alfrigg, Berling, Dvalin et Grer.
Pour obtenir le bijou, Freyja accepte de passer une nuit avec chacun des quatre forgerons. À la demande d’Odin, Loki prend la forme d’une mouche et dérobe le collier. Il n’accepte de le restituer à Freyja qu’à la condition que celle-ci provoque entre deux rois une guerre perpétuelle.

## Traces historiques

### La tombe d'Hagebyhöga ou d'Aska (Östergötland, Suède)
Cette tombe date de l'âge du fer. La femme qui y est enterré ne fut pas seulement enseveli avec un fuseau, mais aussi avec ses chevaux et son char. Elle fut enterrée sous 6 mètres de feuilles de roses blanches et des bijoux à breloques en or et argent. Un des pendentifs est particulier : il représente une dame avec un grand collier. Ce type de collier fut surtout porté par des dames de haut rang à cette époque. On a tendance à l'interpréter comme un collier Brísingamen. Le personnage représenté pourrait symboliser Freya, déesse des völvas.

### Le saga d'Erik le Rouge
Dans la saga d'Erik le Rouge, qui a lieu au Groenland, la Völva apparaît avec un collier de perles de verre autour du cou. Ce collier de perles en verre, dont la couleur n'est malheureusement pas mentionnée, pourrait être une imitation d'ambre et par conséquent un Brísingar. La saga d'Erik le Rouge est considérée comme semi-historique.[réf. nécessaire]

## Postérité et hommages
Cette légende a inspiré le nom de tout un ordre d'étoiles de mer d'eaux froides, les Brisingida.